# Atletica leggera ai Giochi della XX Olimpiade - Pentathlon

Video della Finale (1)

Video della Finale (2)

Il pentathlon ha fatto parte del programma femminile di atletica leggera ai Giochi della XX Olimpiade. La competizione si è svolta nei giorni 2-3 settembre 1972 allo Stadio olimpico di Monaco.

## Presenze ed assenze delle campionesse in carica
Dal 1971 è in uso una nuova tabella di punteggio.

I risultati qui esposti sono stati ottenuti con la vecchia tabella.
| Competizione      | Atleta               | Prestazione | Monaco 1972 |
| ----------------- | -------------------- | ----------- | ----------- |
| Olimpiadi 1968    | Ingrid Becker        | 5 098 p.    | Ritir. 1971 |
| Commonwealth 1970 | Mary Peters          | 5 148 p.    | Presente    |
| Asiatici 1970     | Esther Shahamorov    | 4 530 p.    | Solo 100 hs |
| Panamericani 1971 | Debbie Van Kiekebelt | 4 290 p.    | Presente    |
| Europei 1971      | Heidemarie Rosendahl | 5 299 p.    | Presente    |

1. ↑  Sotto la bandiera della Gran Bretagna.

## Risultati
La gara è avvincente, si danno battaglia in tre: due tedesche (una dell'ovest e una dell'est) e la britannica Mary Peters.
La spunta la Peters per soli 10 punti su Heidemarie Rosendahl. Le prime due migliorano il record mondiale. La Peters vince perché non è debole in nessuna disciplina, al contrario della Rosendahl, che è fortissima su lungo (dove va vicina al suo record mondiale con un 6,83 ventoso) e 200 metri, ma non è ancora competitiva su peso ed alto.

I 200 metri determinano la classifica finale: la Peters vince l'oro; Heide Rosendahl ferma i cronometri in un ottimo 22"94 (tempo che vale la finale della specialità). Con i 1.041 punti guadagnati scavalca la tedesca est Pollack e si issa al secondo posto.

### Classifica finale
| Pos.    | Atleta                   | Età | Nazione          | Punti |
| ------- | ------------------------ | --- | ---------------- | ----- |
| Oro     | Mary Peters              | 33  | Gran Bretagna    | 4801  |
| Argento | Heide Rosendahl          | 25  | Germania Ovest   | 4791  |
| Bronzo  | Burglinde Pollak         | 21  | Germania Est     | 4768  |
| 4       | Christine Laser          | 21  | Germania Est     | 4671  |
| 5       | Valentina Tichomirova    | 31  | Unione Sovietica | 4597  |
| 6       | Nedyalka Angelova        | 23  | Bulgaria         | 4496  |
| 7       | Karen Mack               | 24  | Germania Ovest   | 4449  |
| 8       | Ilona Bruzsenyák         | 21  | Ungheria         | 4419  |
| 9       | Nadežda Tkačenko         | 23  | Unione Sovietica | 4370  |
| 10      | Diane Jones              | 21  | Canada           | 4349  |
| 11      | Đurđa Fočić              | 24  | Jugoslavia       | 4332  |
| 12      | Margot Eppinger          | 20  | Germania Ovest   | 4313  |
| 13      | Ann Wilson               | 22  | Gran Bretagna    | 4279  |
| 14      | Modupe Oshikoya          | 18  | Nigeria          | 4279  |
| 15      | Debbie Van Kiekebelt     | 18  | Canada           | 4272  |
| 16      | Lyn Tillett              | 19  | Australia        | 4258  |
| 17      | Marie-Christine Debourse | 20  | Francia          | 4239  |
| 18      | Monika Peikert           | 20  | Germania Est     | 4232  |
| 19      | Gale Fitzgerald          | 21  | Stati Uniti      | 4206  |
| 20      | Elena Vintilă            | 26  | Romania          | 4199  |
| 21      | Jane Frederick           | 20  | Stati Uniti      | 4167  |
| 22      | Odette Ducas             | 31  | Francia          | 4101  |
| 23      | Margit Papp              | 24  | Ungheria         | 4074  |
| 24      | Edith Noeding            | 17  | Perù             | 3870  |
| 25      | Lucía Vaamonde           | 22  | Venezuela        | 3794  |
| 26      | Kathrin Lardi            | 29  | Svizzera         | 3788  |
| 27      | Margaret Murphy          | 27  | Irlanda          | 3770  |
| 28      | Lin Chun-Yu              | 22  | Taiwan           | 3676  |
| -       | Liese Prokop             | 31  | Austria          | NC    |
| -       | Gladys Chai              | 19  | Malaysia         | NC    |

### Tutte le prove
| Pos.    | Atleta                   | Totale | Prove             | 100hs     | Peso      | Alto      | Lungo     | 200m       |
| ------- | ------------------------ | ------ | ----------------- | --------- | --------- | --------- | --------- | ---------- |
| Oro     | Mary Peters              | 4801   | Prestazione Punti | 13"29 960 | 16,20 960 | 1,82 1049 | 5,98 902  | 24"08 930  |
| Argento | Heide Rosendahl          | 4791   | Prestazione Punti | 13"34 953 | 13,86 830 | 1,65 885  | 6,83 1082 | 22"96 1041 |
| Bronzo  | Burglinde Pollak         | 4768   | Prestazione Punti | 13"53 927 | 16,04 952 | 1,76 993  | 6,21 952  | 23"93 944  |
| 4       | Christine Laser          | 4671   | Prestazione Punti | 13"25 966 | 12,51 750 | 1,76 993  | 6,40 992  | 23"66 970  |
| 5       | Valentina Tichomirova    | 4597   | Prestazione Punti | 13"77 895 | 14,64 875 | 1,74 974  | 6,15 939  | 24"25 914  |
| 6       | Nedyalka Angelova        | 4496   | Prestazione Punti | 13"84 886 | 13,96 836 | 1,68 915  | 6,32 975  | 24"58 884  |
| 7       | Karen Mack               | 4449   | Prestazione Punti | 14"45 811 | 14,10 844 | 1,76 993  | 6,11 930  | 24"72 871  |
| 8       | Ilona Bruzsenyák         | 4419   | Prestazione Punti | 13"65 911 | 12,48 749 | 1,65 885  | 6,29 969  | 24"35 905  |
| 9       | Nadežda Tkačenko         | 4370   | Prestazione Punti | 13"81 890 | 13,69 820 | 1,65 885  | 6,18 945  | 25"19 830  |
| 10      | Diane Jones              | 4349   | Prestazione Punti | 14"79 772 | 15,05 898 | 1,74 974  | 5,93 891  | 25"37 814  |
| 11      | Đurđa Fočić              | 4332   | Prestazione Punti | 13"96 871 | 12,58 755 | 1,71 945  | 5,92 888  | 24"70 873  |
| 12      | Margot Eppinger          | 4313   | Prestazione Punti | 14"12 851 | 12,70 762 | 1,60 834  | 6,18 945  | 24"18 921  |
| 13      | Ann Wilson               | 4279   | Prestazione Punti | 13"61 916 | 10,86 647 | 1,65 885  | 6,31 973  | 24"87 858  |
| 14      | Modupe Oshikoya          | 4279   | Prestazione Punti | 13"96 871 | 10,00 589 | 1,68 915  | 6,27 965  | 23"98 939  |
| 15      | Debbie Van Kiekebelt     | 4272   | Prestazione Punti | 14"39 818 | 13,16 789 | 1,68 915  | 5,98 902  | 24"98 848  |
| 16      | Lyn Tillett              | 4258   | Prestazione Punti | 14"26 834 | 11,46 685 | 1,60 834  | 6,44 1001 | 24"36 904  |
| 17      | Marie-Christine Debourse | 4239   | Prestazione Punti | 14"03 862 | 12,10 725 | 1,65 885  | 6,02 910  | 24"88 857  |
| 18      | Monika Peikert           | 4232   | Prestazione Punti | 14"23 837 | 14,14 846 | 1,60 834  | 6,12 932  | 25"74 783  |
| 19      | Gale Fitzgerald          | 4206   | Prestazione Punti | 14"47 809 | 11,25 672 | 1,65 885  | 5,97 900  | 23"97 940  |
| 20      | Elena Vintilă            | 4199   | Prestazione Punti | 14"06 858 | 10,64 632 | 1,68 915  | 6,27 965  | 25"20 829  |
| 21      | Jane Frederick           | 4167   | Prestazione Punti | 14"60 793 | 12,92 775 | 1,74 974  | 5,60 817  | 25"45 808  |
| 22      | Odette Ducas             | 4101   | Prestazione Punti | 14"55 799 | 11,32 676 | 1,55 781  | 6,19 947  | 24"42 898  |
| 23      | Margit Papp              | 4074   | Prestazione Punti | 14"91 758 | 13,16 789 | 1,76 993  | 5,60 817  | 26"57 717  |
| 24      | Edith Noeding            | 3870   | Prestazione Punti | 14"24 836 | 10,43 618 | 1,55 781  | 5,25 736  | 24"41 899  |
| 25      | Lucía Vaamonde           | 3794   | Prestazione Punti | 14"53 801 | 10,43 618 | 1,50 726  | 5,61 819  | 25"19 830  |
| 26      | Kathrin Lardi            | 3788   | Prestazione Punti | 14"63 790 | 10,18 601 | 1,60 834  | 5,36 762  | 25"53 801  |
| 27      | Margaret Murphy          | 3770   | Prestazione Punti | 15"18 729 | 10,57 627 | 1,50 726  | 5,65 828  | 24"84 860  |
| 28      | Lin Chun-Yu              | 3676   | Prestazione Punti | 14"98 750 | 11,31 676 | 1,50 726  | 5,31 750  | 25"86 774  |
| -       | Liese Prokop             | DNF    | Prestazione Punti | 14"11 852 | 15,14 903 | 1,65 885  | DNS       |            |
| -       | Gladys Chai              | DNF    | Prestazione Punti | 18"46 440 | 6,95 363  | 1,60 834  | DNS       |            |